# 二複合四面體

一種有別於星形八面體的二複合正四面體

在幾何學中，二複合四面體是指由兩個四面體互相重疊組成的幾何形狀，通常是指由正四面體組成的複合圖形。

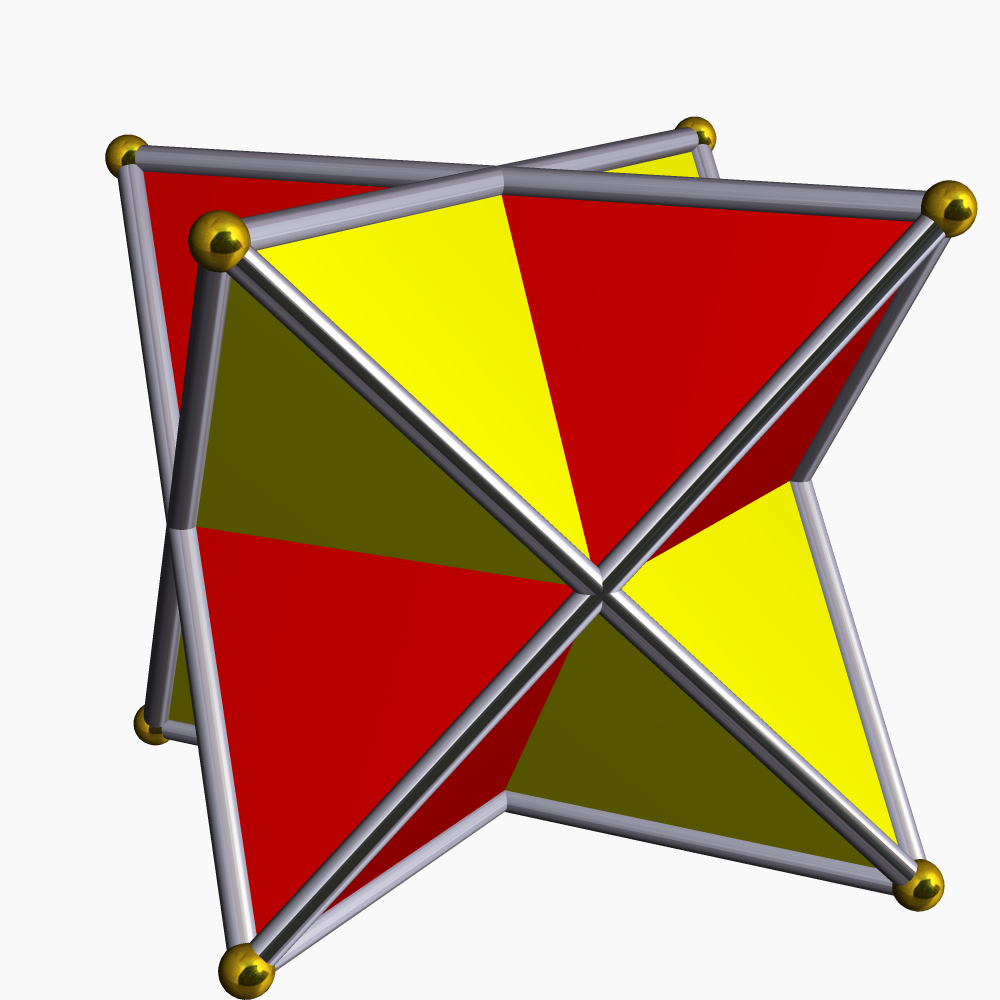
星形八面體是一種均勻多面體。

二複合四面體中，只有一種是均勻多面體，即八面體對稱、階數為48階的星形八面體。其有一個正八面體的星狀核和立方體的凸包，且可以與该立方體共用其8個頂點。

## 較低對稱性的結構
| 對稱性     | D4h, [4,2], 16階                                                   | D4, [4], 8階 | D3d, [2+,6], 12階                   |
| ---------- | ------------------------------------------------------------------ | ------------ | ----------------------------------- |
| 圖像及說明 | · 於四角柱中的二複合等腰四面體 · 施萊夫利符號是ß{2,4} · 考克斯特為 | 二複合鍥形體 | 二複合直角三角錐 位於三方偏方面體中 |

## 其他複合體
如果兩個正四面體在同一個三維軸向複合會形成一個與星形八面體不太一樣的立體圖形，其對稱性為D3h, [3,2]的二面體群對稱，階數為12。
亦有其他的複合體，例如，從五複合正四面體和十複合正四面體僅取出2個正四面體的立體圖形：

### 康迪和羅列特的結構
康迪和羅列特的二複合正四面體的結構是五複合正四面體的其中2個正四面體的組合。
| 康迪和羅列特的結構 | 其凸包為變形的 雙三角錐反稜柱 | 在變形雙三角錐反稜柱 嵌入2個正四面體 |
其頂點座標為正十二面體的一部份。第一個正四面體頂點座標為：
{\displaystyle (1,1,1)}、
{\displaystyle (-1,-1,1)}
{\displaystyle (-1,1,-1)}
{\displaystyle (1,-1,-1)}
第二個正四面體頂點座標為：
{\displaystyle (-1,1,1)}
{\displaystyle (-{\frac {{\sqrt {5}}-1}{2}},-{\frac {{\sqrt {5}}+1}{2}},0)}
{\displaystyle ({\frac {{\sqrt {5}}+1}{2}},0,{\frac {{\sqrt {5}}-1}{2}})}
{\displaystyle (0,{\frac {{\sqrt {5}}-1}{2}},-{\frac {{\sqrt {5}}+1}{2}})}

## 相關多面體

### 雙三角錐
雙三角錐也可以看作是一種由2個四面體組合成的立體，只是其不存在重疊的部分。
其結構與共軸二複合正四面體類似，可以視為雙三角錐上下兩個三角錐重疊後的結果。

## 外部連結
- 埃里克·韦斯坦因. . MathWorld.
- 二複合四面體的複合多面體（页面存档备份，存于）VRML模型: （页面存档备份，存于）